# Otolithoides
Otolithoides és un gènere de peixos de la família dels esciènids i de l'ordre dels perciformes.

## Taxonomia
- Otolithoides biauritus (Cantor, 1849)[3]
- Otolithoides pama (Hamilton, 1822)[4][5][6][7][8][9]